# Betula nigra
Betula nigra — вид квіткових рослин з родини березових (Betulaceae). Росте у східних частинах США.

## Біоморфологічна характеристика
Це велике дерево до 25 метрів заввишки, часто з кількома стовбурами. Кора зрілих стовбурів і гілок сірувато-коричнева, жовтувата, червонувата або кремово-біла, гладка, нерівномірно подрібнюється і відшаровується на волохаті листи, коли зріла; сочевиці темні, горизонтально розширені. Гілочки голі чи помірно запушені, часто з розсіяними крихітними смолистими залозками. Листова пластинка ромбічно-яйцеподібна, 4–8 × 3–6 см, краї грубо подвійно зазубрені або зубчасті, верхівка загострена; поверхні абаксіально (низ) помірно запушені, особливо вздовж великих жил і в пазухах жил, часто з розсіяними дрібними смолистими залозками. Супліддя випростані, конічні чи майже кулясті, 1.5–3 × 1–2.5 см, осипаються пізньою весною чи на початку літа. Самари з крилами, вужчими за тіло, зазвичай найширшими біля вершини, не виходять за верхівку тіла. 2n = 28. 

## Поширення й екологія
Росте у східних частинах США (Луїзіана, Пенсільванія, Індіана, Коннектикут, Оклахома, Алабама, Айова, Кентуккі, Делавер, Огайо, Міссурі, Техас, Міссісіпі, Вісконсин, Вірджинія, Міннесота, Канзас, Нью-Джерсі, Массачусетс, Арканзас, Джорджія, Нью-Йорк, Флорида, Округ Колумбія, Теннессі, Північна Кароліна, Південна Кароліна, Іллінойс, Мериленд, Західна Вірджинія, Нью-Мексико, Вермонт) на висотах від 0 до 670 метрів. Зростає зазвичай в низинних і заплавних лісах, на лісистих берегах струмків і річок, на околицях озер і ставків і на гірських алювіальних ґрунтах вздовж берегів річок і великих струмків, які затоплюються в певний час року, зазвичай наприкінці зими.

## Загрози й охорона
Немає повідомлень про серйозні загрози для цього виду.

## Використання
Це не важливий вид деревини через його загалом низьку якість, хоча іноді його заготовляють на балансову деревину, якщо змішувати його з іншими низинними породами листяної деревини. Це важливий гірничо-меліоративний вид через його стійкість до кислих ґрунтів. Завдяки своїй витонченій формі, привабливій корі, що відшаровується, і стійкості до бронзової березової щитівки (Agrilus anxius), це важливий садовий вид дерев на півдні Сполучених Штатів з кількома названими сортами, доступними в торгівлі розсадниками. Сік цього виду можна ферментувати для виготовлення березового пива або оцту. Корінні американці використовували цей вид у медицині. Цей вид використовується для рекультивації шахт і боротьби з ерозією. Він використовується в лісистих прибережних буферах, щоб допомогти зменшити ерозію берегів річок, захистити якість води та покращити водне середовище.

## Галерея

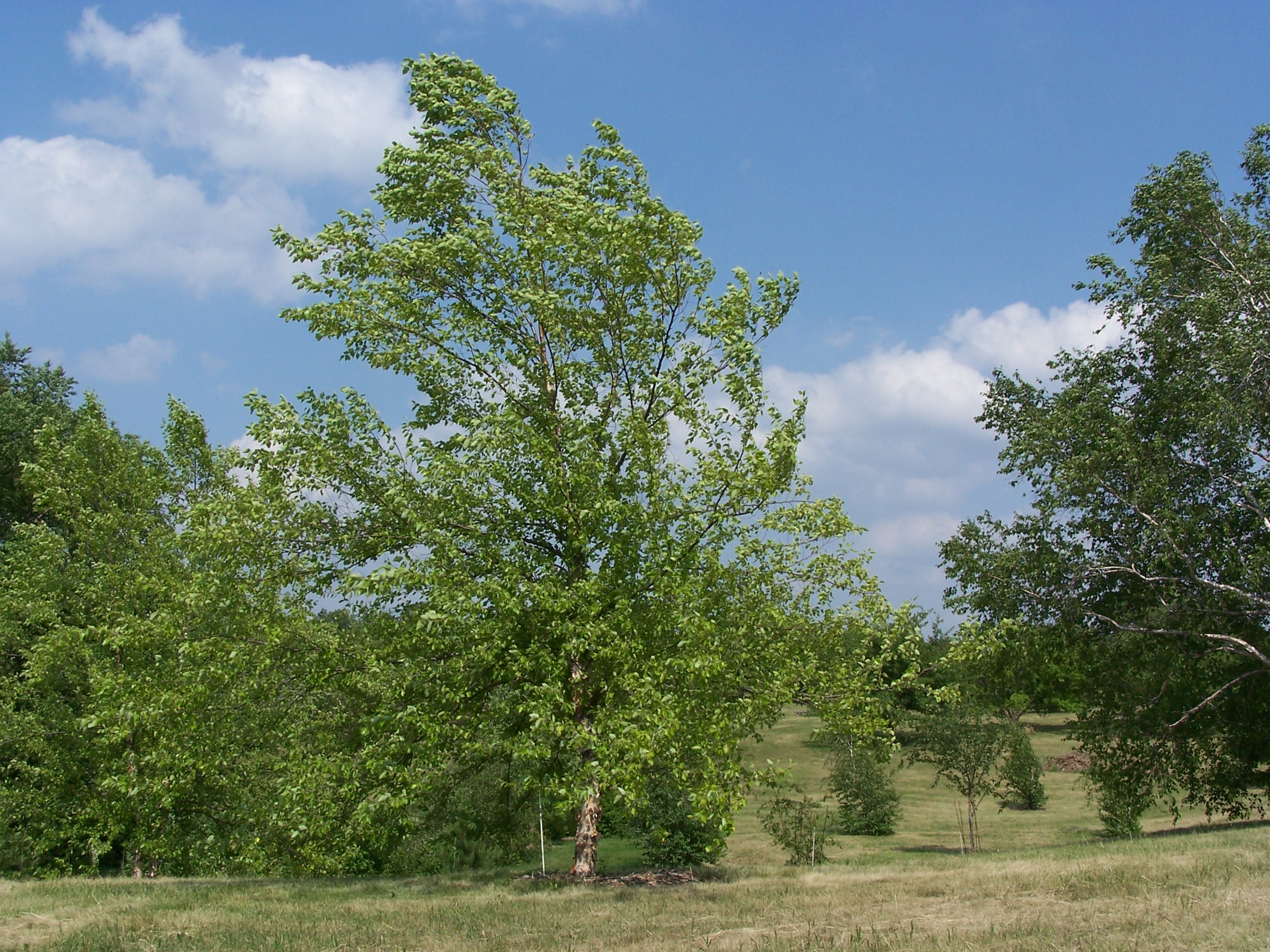
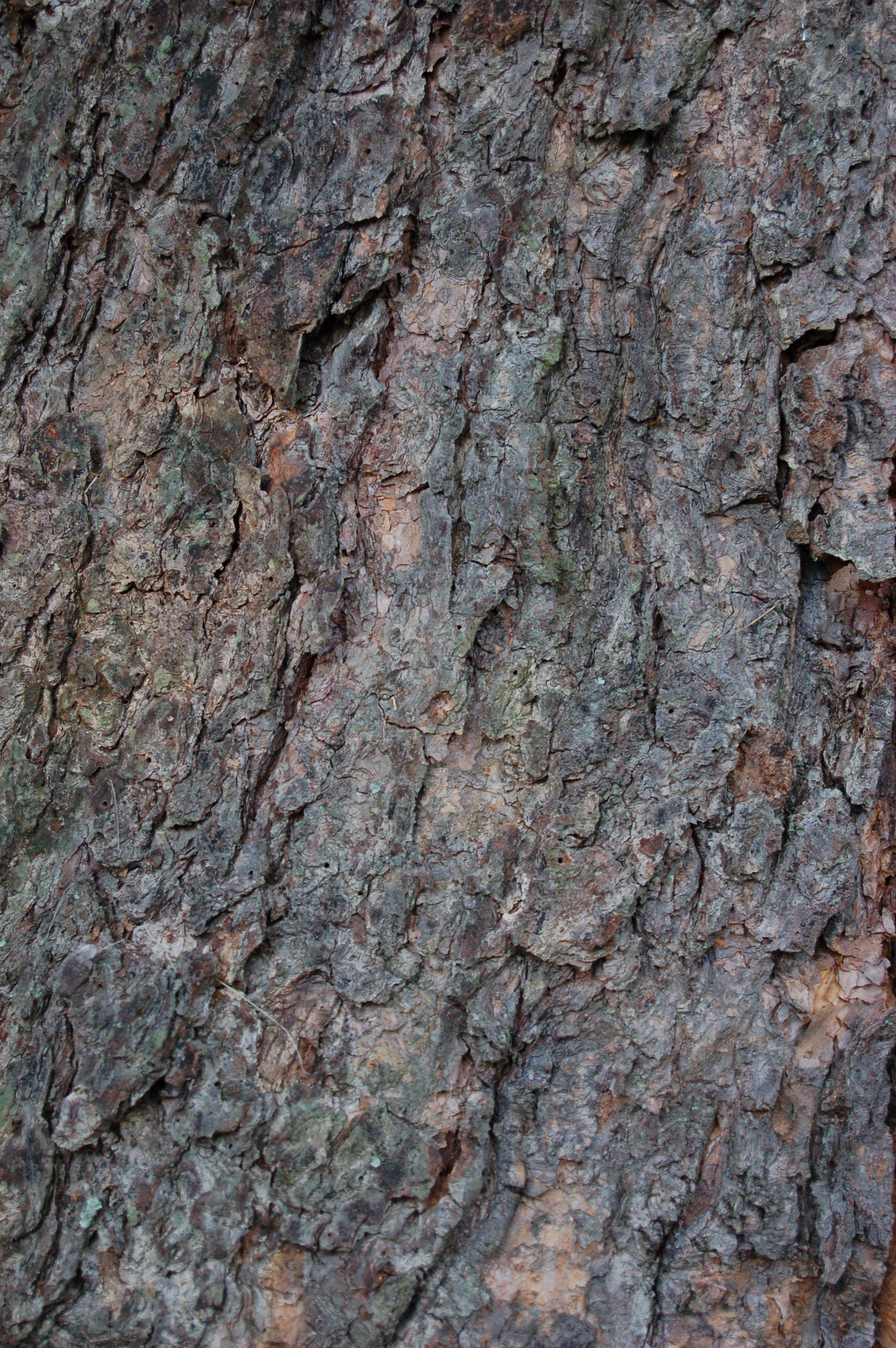
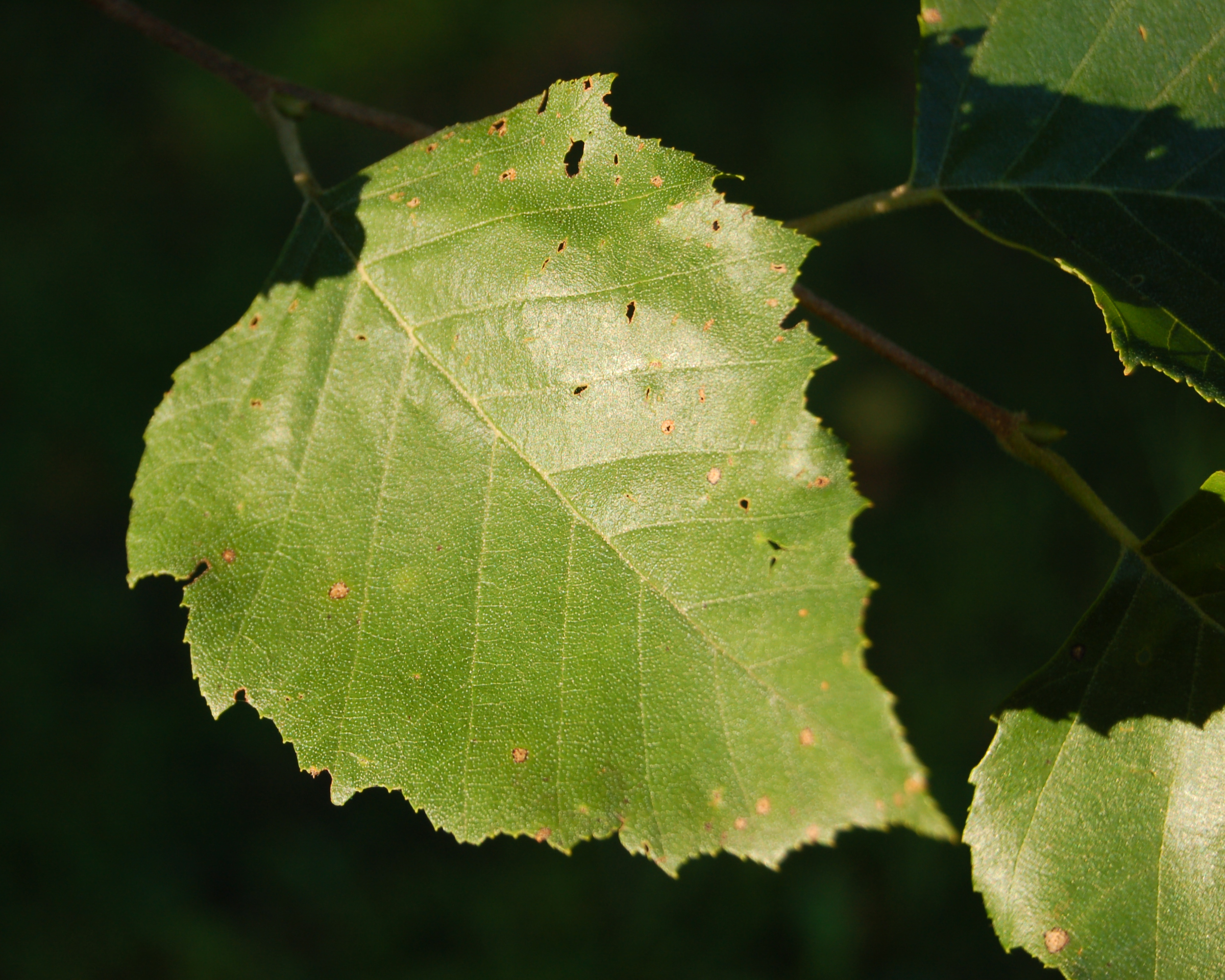
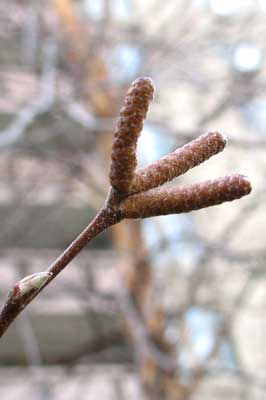